# 90-ті

## Події
- 96 — кінець правління в Римській імперії Доміціана та початок правління Нерви.
- 98 — кінець правління в Римській імперії Нерви та початок правління Траяна.

## Померли
- 93 — Гней Юлій Агрікола, римський військовий і політичний діяч
- 96 — Доміціан, римський імператор
- 96 — Ірод Агріппа II, останній цар Юдеї з династії Іродіадів